# (34388) 2000 RE63
2000 RE63 (asteroide 34388) é um asteroide da cintura principal. Possui uma excentricidade de 0.11336960 e uma inclinação de 6.94190º.
Este asteroide foi descoberto no dia 2 de setembro de 2000 por LINEAR em Socorro.